# 五妃廟
五妃廟，昔稱五烈墓、五妃祀、寧靖王從死五妃墓，位於今臺灣臺南市中西區，五妃是指明寧靖王朱術桂從死之五位妃妾：袁氏、王氏、秀姑、梅姐及荷姐。五妃廟乃坐西南朝東北，為一座單進兩護龍式的古建築，最早建於1683年（明鄭永曆三十七年，清康熙二十二年）。由1683年迄今有三百餘年，墓傍有一小祠，為義靈君墓，係當年殉死二侍宦埋骨之處。
五妃廟現為中華民國文化部所頒訂之國定古蹟，目前由臺南市政府文化觀光處所管理，並設有紀念碑、解說牌等，也是當代情侶夫妻間求忠貞祭拜的廟宇。。

## 沿革
五妃墓址原稱為魁斗山，因為魁、桂音近，故而以往許多詩人墨客皆取諧音而稱為桂子山，且因過去附近到處是一片荒蕪，羊腸小徑，蔓草雜生，罕有人跡，因此也被稱之為「鬼仔山」，1681年（永曆三十五年，清康熙二十年），由於鄭經去世，馮錫範、鄭哲順、劉國軒等人發動東寧之變，殺死世子鄭克臧，立鄭克塽繼位。1683年（永曆三十七年，清康熙二十二年）7月16日（六月廿二日）施琅攻下澎湖之後，朱術桂決心殉國，召集妾侍說：「孤不德，顛沛海外，冀保餘年，以見先帝、先王於地下；今大事已去，孤死有日，汝輩幼艾，可自計也。」隨侍在側的五妃（袁氏、王氏、秀姑、梅姐、荷姐）皆泣對曰：「王既能全節，妾等寧甘失身，王生俱生，王死俱死」而後相繼自縊於中堂。朱術桂親自殯殮後，將五妃之靈柩安葬於南門城外魁斗山後（當時屬於仁和里，今臺南市五妃廟址）。
1746年（清乾隆十一年）因廟宇荒頹，巡臺御史六十七及范咸，命台灣府海防補盜同知方邦基修墳，於正殿內五妃神像後之背牆上立墓碑「寧靖王從死五妃墓」，因此所以後人多稱「五妃廟」。又立五妃墓道碑(1935年始政四十周年記念臺灣博覽會移至南門碑林)。
乾隆十六年（1751年），知縣魯鼎梅曾再修。
光緒四年，臺灣府仕紳吳昌記再修五妃廟。

### 日治時期
1927年臺南州愛國婦人會大幅整修五妃廟，整修部分包括廟門、拜亭、兩廂及廟殿，其中臺南州知事喜多孝治立「五妃之碑」於墓之左側，上撰詩「弔五妃墓」及跋，並題詩讚揚五妃的偉大情操，並詳細述整修經過，復在南門路派出所旁豎「五妃參道碑」。當時總工程費共六千餘圓，到7月竣工。竣工之時曾舉行盛大典禮，臺南仕紳趙雲石、黃欣、許廷光均有懸聯於廟中。並在1929年於五妃廟周圍區域開闢為綠地公園。
第二次世界大戰末期，由於自1945年3月1日起，美軍針對臺南市發動空襲，五妃廟遭到美軍軍機襲臺轟炸，導致廟中拜亭、西廂及牆壁均遭炸毀。「五桂其芳」、「五星同光」匾已不存。廟門「五妃廟」額也遭到炸毀，僅存文物共有傳為清末邑人所刻的五妃塑像五尊、「貞靈咸著」匾、趙雲石「血化一元鳥哀帝魄」「香留五桂花是女貞」一聯(木刻)，與陳廷貽「殉難芳名勝蹟」「千秋五烈遺徽」一聯(石鐫)的聯對。

### 戰後至今
1948年，林森泉等人修繕五妃廟，然而廟宇周圍皆被違章建築所佔據導致環境雜亂，據1966年10月臺南市第六屆議會議員質詢，即指出五妃廟附近廁所林立，「一遇雨季，糞便益流，臭味沖天」，並質疑時任市長葉廷珪並不關心，在葉氏答覆於一周內整修後，遭議員吳盛千稱如能在一周內整修，願在寶美樓請二桌請客。最後於同年對擋土牆、正面台階重新修築，但並無昔日規模。在1969年時，五妃廟更是違章建築紛紛入侵，且「廟前有人在製煤球，也有人利用作曬衣場，環境凌亂不堪」。直到1975至1977年，臺南市政府推動「臺南市名勝古蹟整修三年計畫」將五妃廟廟體與整體環境整修。
1983年12月28日，中華民國內政部公告第一批15座一級古蹟名單，五妃廟名列其中。1997年5月，《文化資產保存法》修法後，不再區分為一至三級古蹟，而採用國定、直轄市定、縣市定三級。五妃廟改為國定古蹟。1998年經過修復後即為五妃廟今貌。

2020年，文化部選定五妃廟訂定為台灣第一個古蹟保存區，並對於古蹟保存區及其周邊環境進行基礎調查、法令研究。

## 建築設計

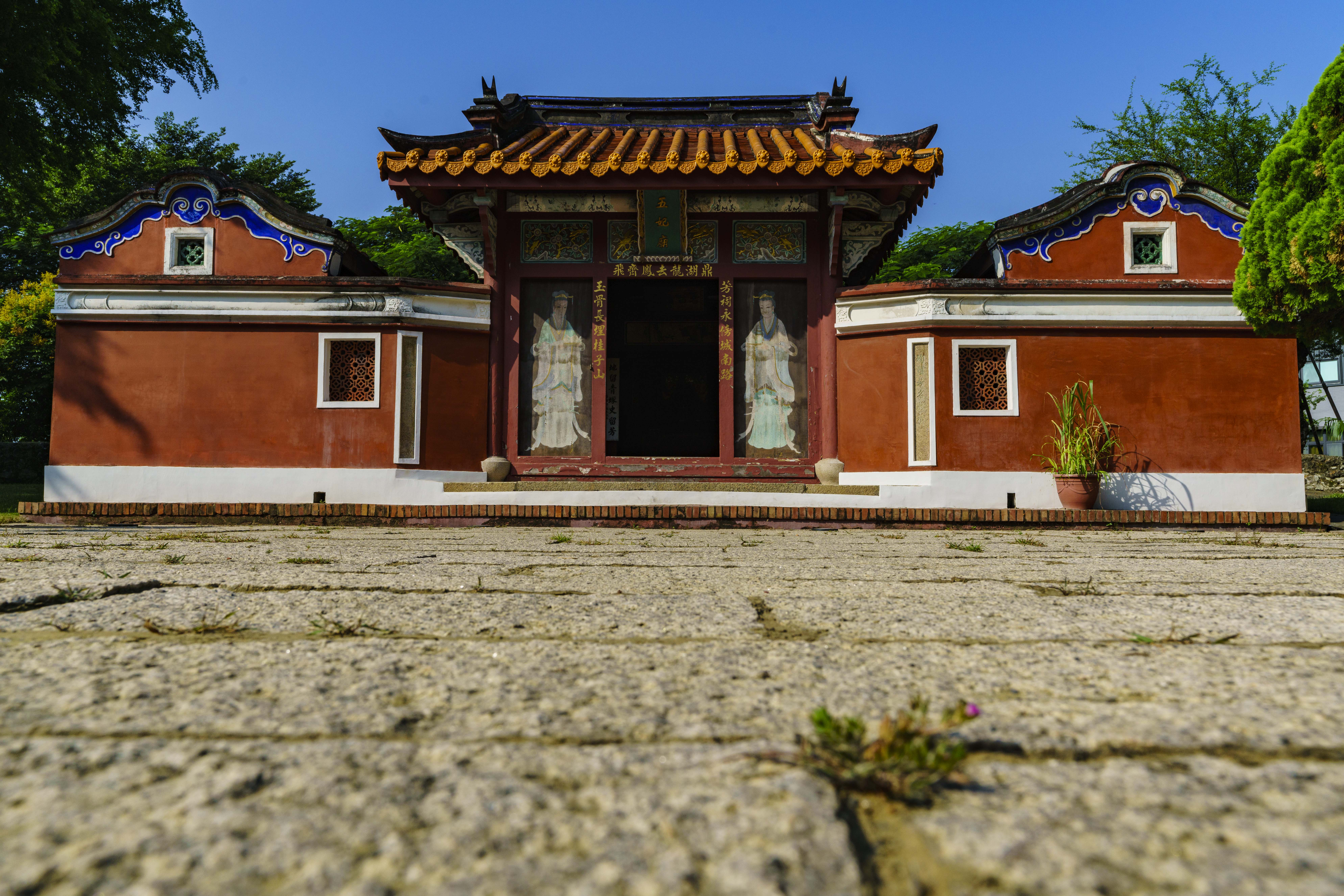
五妃廟主廟正門
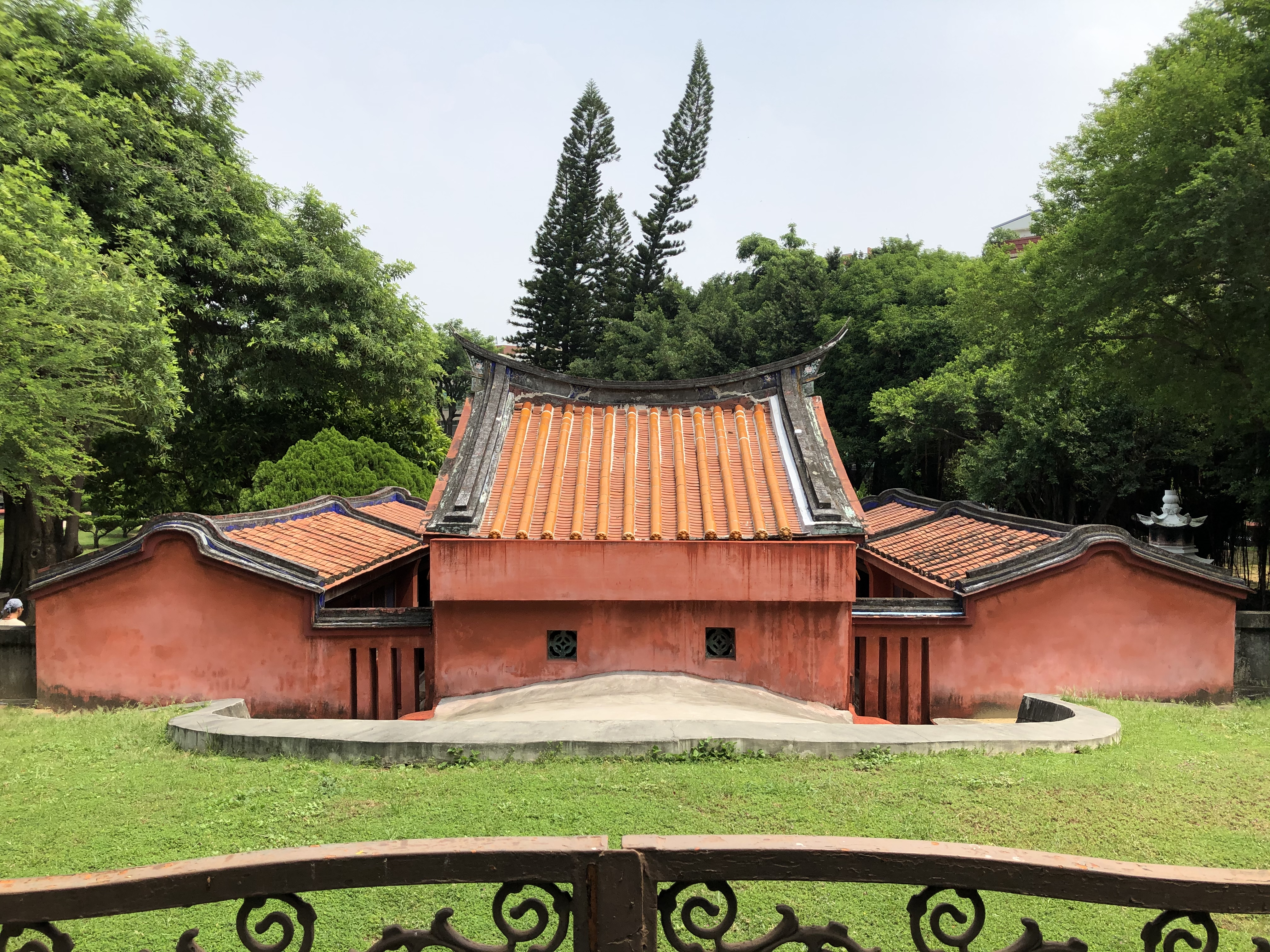
五妃廟背後的墓龜
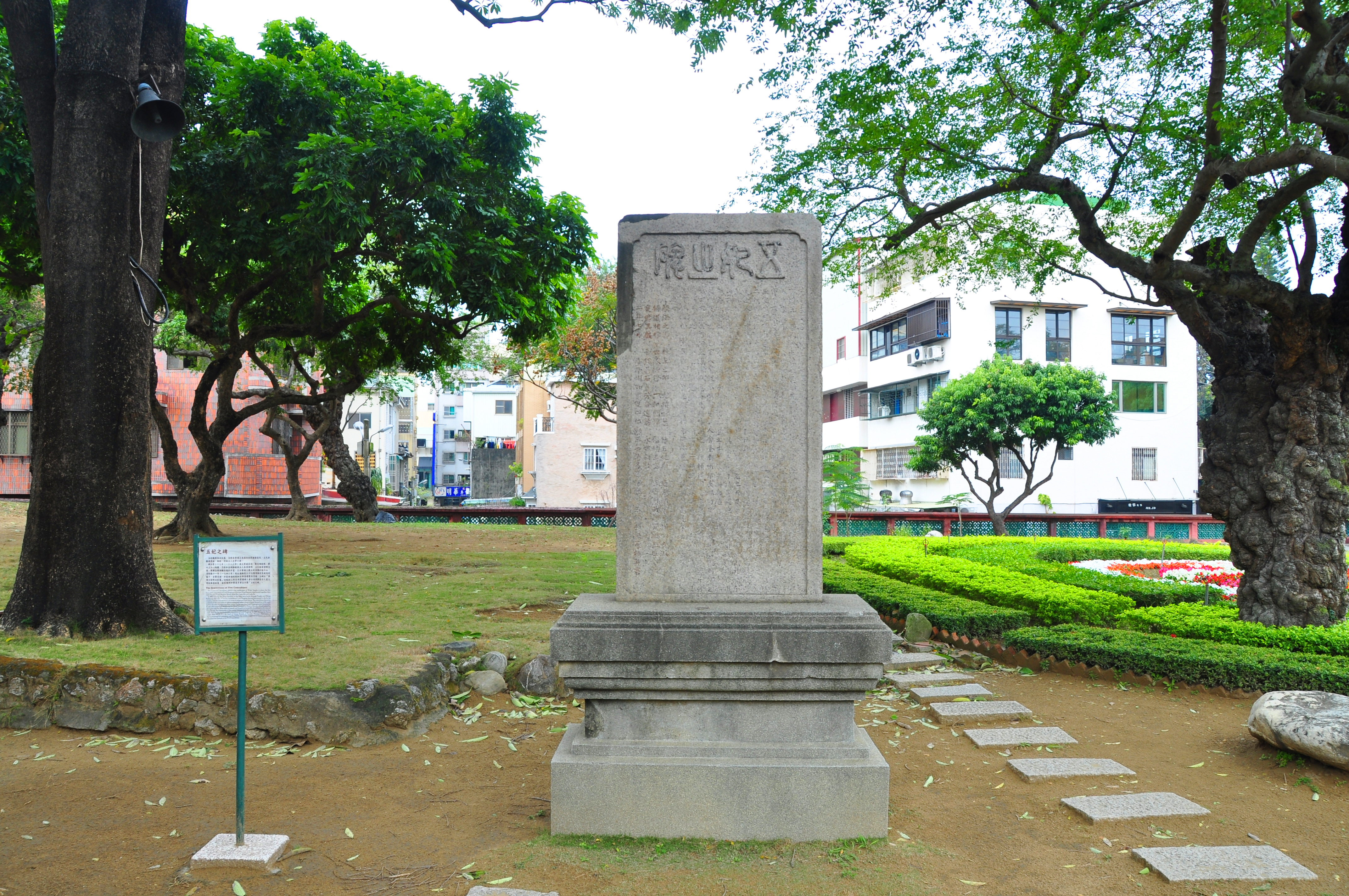
五妃廟旁石碑詩拔
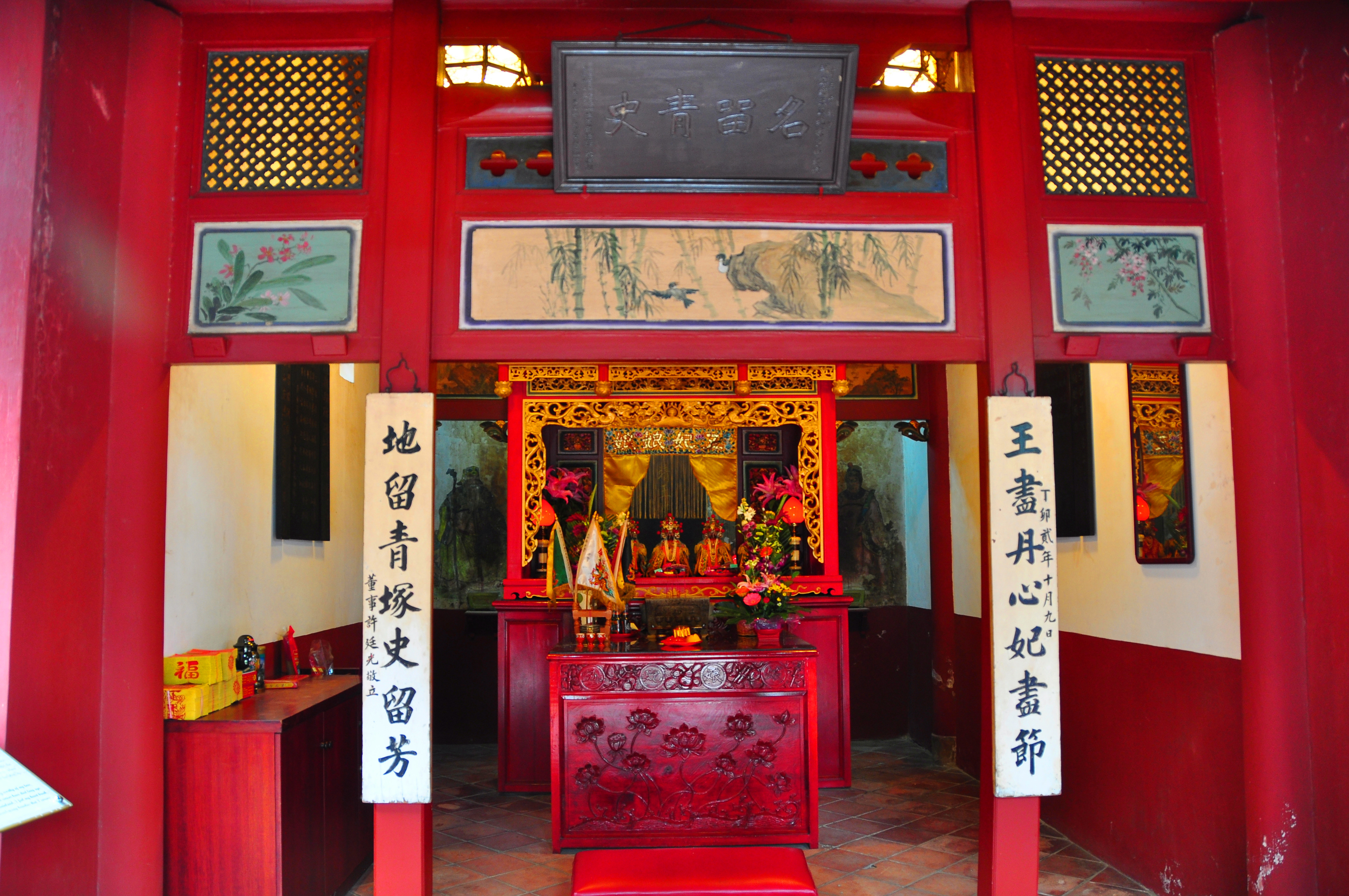
殿內神龕奉祀的「五妃娘娘」神像，與許廷光所撰聯文。原紀年為「昭和貳年」，遭改為不倫不類的「丁卯貳年」。

五妃廟坐西朝東北，是一座單進兩護龍的建築，由於五妃廟本為墳墓後增建廟宇，因此呈現「墓廟合一」形式的格局，而墓塚之前即為廟宇本身，兩者緊密相連正殿前設有拜亭，兩側另建有廂房，屋頂為則為硬山式燕尾翹脊，與一般廟宇使用奇數楹架不同，五妃廟正殿屋下橫於上的木楹有共有八根，是遵守「陽廟以奇數，陰廟以偶數」的民間習俗，其中門神彩繪宦官手捧牡丹鼎廬，喻獻花獻香與富貴薪傳，宮女手捧壺，桃和石榴 ，喻多福多壽與多子。
五妃廟門楹聯為「芳祠永傍城南路，玉骨長埋桂子山」，墓碑銘「寧靖王從死五妃墓」則直接鑲刻於廟內神像背後牆面上作為墓碑，此外廟宇右側旁則設單開間的義靈君祠，為祭祀埋葬寧靖王二侍官的埋骨處。

### 廟宇性質
五妃不屬未嫁姑娘，並非姑娘廟類型；並不是未知身分的亡者，亦非大眾廟類型。且五妃有「寧靖王從死五妃墓」的封號，是官方建廟，應屬於正神陽廟。